# William Strang (Künstler)

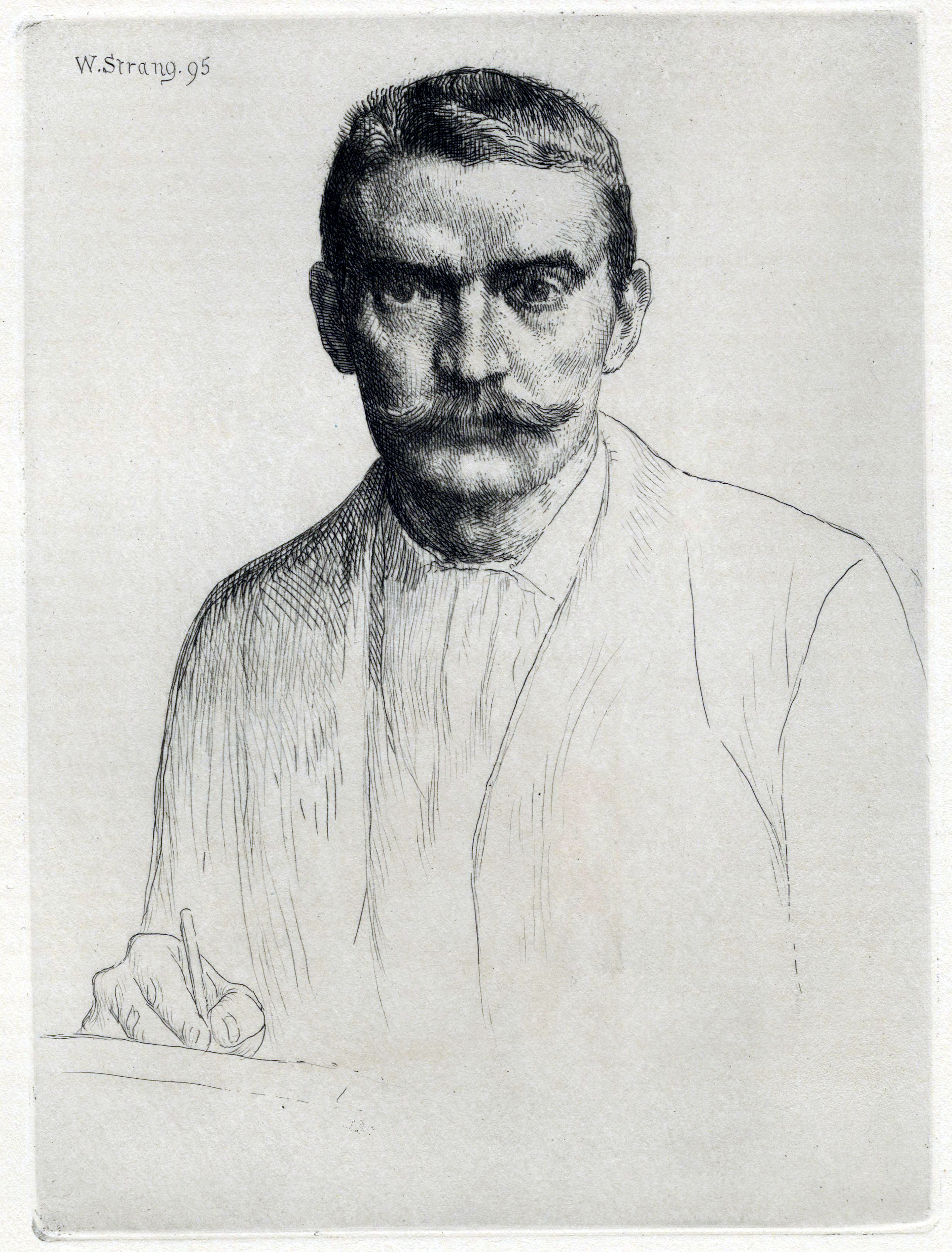
Selbstporträt, 1895

William Strang (* 13. Februar 1859 in Dumbarton, Schottland; † 12. April 1921 in Bournemouth, England) war ein schottischer Maler und Grafiker, der auch Buchillustrationen schuf. Er war unter anderem Mitglied der Royal Society of Painter-Printmakers und der Royal Academy in London. 

## Leben und Werk
William Strang studierte nach einer kurzen Lehrzeit bei einem Schiffbauunternehmen im schottischen Ort Clydesdale von 1876 bis 1880 Kunst an der Slade School of Fine Art in London, sein Lehrer war unter anderem Alphonse Legros. Nach seinem Studium war Strang für ein Jahr Legros’ Assistent in der Klasse für Druckgrafik. Anschließend arbeitete er in den nächsten 20 Jahren hauptsächlich als Radierer. Seine Motive waren Landschaften in der Tradition von Rembrandt, biblische und makabre Themen sowie 150 Porträts von führenden künstlerischen und literarischen Personen wie etwa Thomas Hardy, Rudyard Kipling und Robert Louis Stevenson. Beispiele sind die Radierungen Death of the Ploughman’s Wife (1888), The Socialists (1891) und das Gemälde The Temptation (1899).

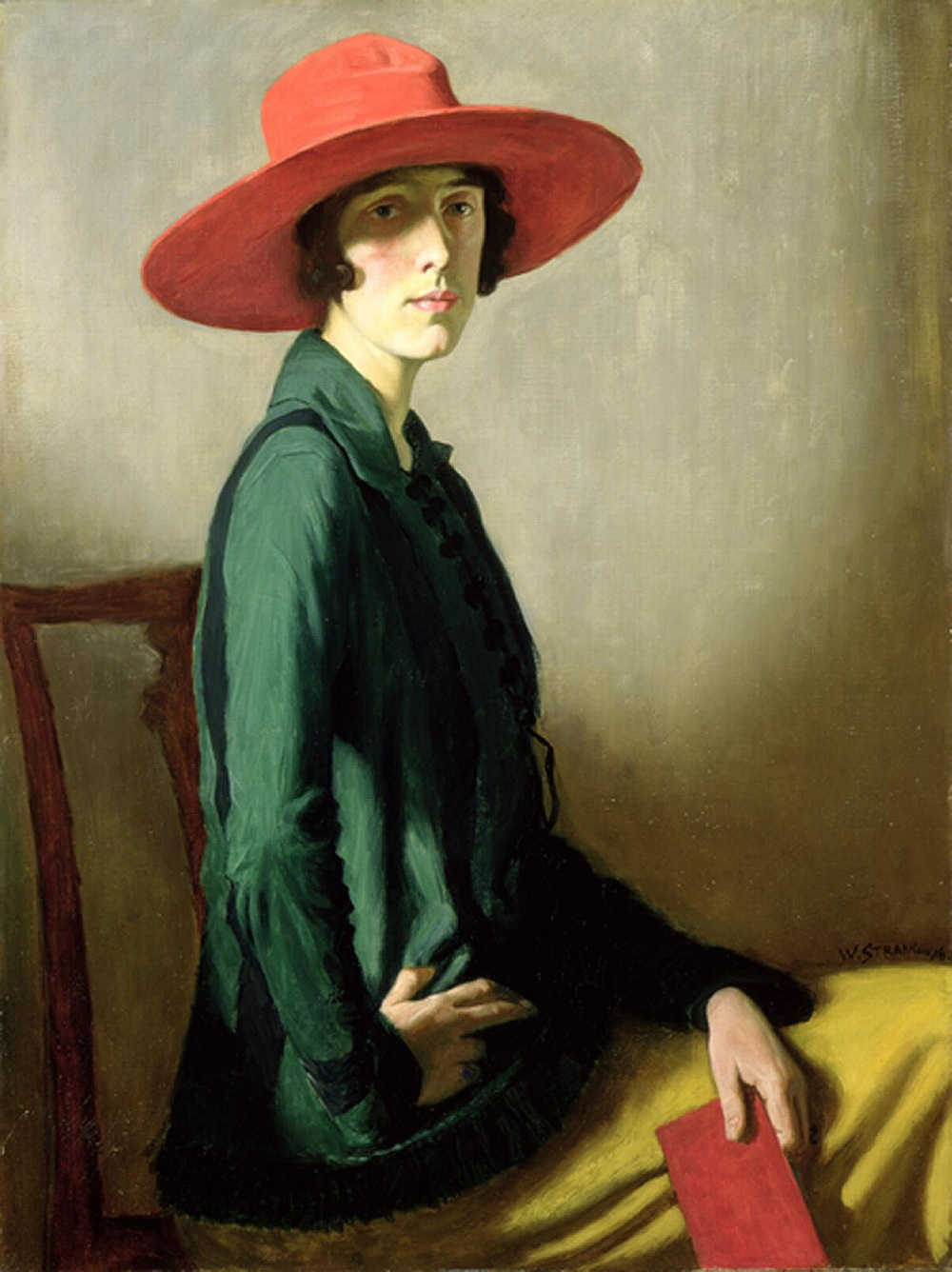
Lady with a Red Hat, 1918, Glasgow Museums

Sein Engagement für Realismus und Psychologie setzte sich in den Gemälden, die die zweite Hälfte seiner Karriere dominierten, fort. Der Einfluss der belgischen und französischen Symbolisten kennzeichnen seinen reifen Stil mit ihrer linearer Klarheit und in den Farben, ein Beispiel ist Bank Holiday aus dem Jahr 1912, ausgestellt in der Tate Gallery, London. Besonders bekannt wurde Vita Sackville-Wests Porträt als Lady with a Red Hat aus dem Jahr 1918. Vita Sackville-West war eine Freundin der Schriftstellerin Virginia Woolf. 
Strang hatte fünf Kinder. Seine Söhne Ian Strang (1886–1952) und David Strang (1887–1967) waren ebenfalls Grafiker. David Strang gab 1962 den Catalogue Raisonné of the Printed Work of William Strang heraus. 
Mitgliedschaften von Strang: Royal Society of Painter-Printmakers 1881, Art Workers Guild 1895, Royal Society of Portrait Painters 1896, Society of Twelve 1904; gewählt zum Associate Royal Academician (ARA) der Royal Academy 1906 als Radierer, Vollmitglied (RA) 1921; Präsident der International Society of Sculptors, Painters and Gravers 1918.
Strang war mit seinen schottischen Künstlerkollegen, den Radierern David Young Cameron, Muirhead Bone und James McBey, unter der Bezeichnung  „The Big Four“ („Die großen Vier“) bekannt.
Strangs Gemälde und Grafiken sind unter anderem in der Londoner Tate Gallery, der National Portrait Gallery und im Pariser Louvre vertreten. Über 2000 Arbeiten, darunter eine große Sammlung von Strangs grafischem Werk aus den Jahren 1879 bis 1920 werden im Glasgow Museums Resource Centre und in der Kelvingrove Art Gallery and Museum in Glasgow ausgestellt.

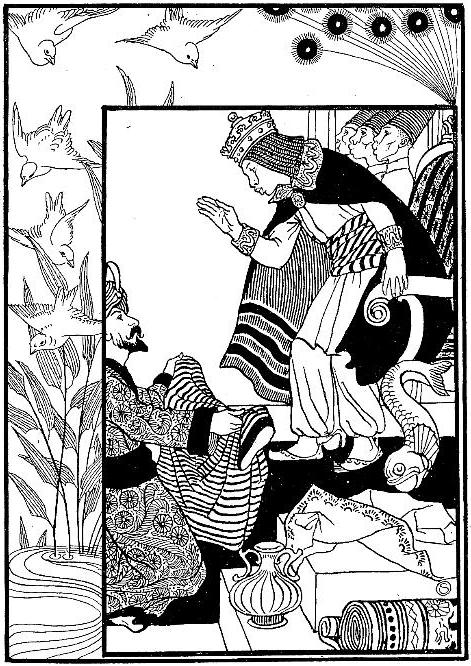
Buchillustration zu Sinbad the Sailor and Ali Baba and the Forty Thieves, 1896
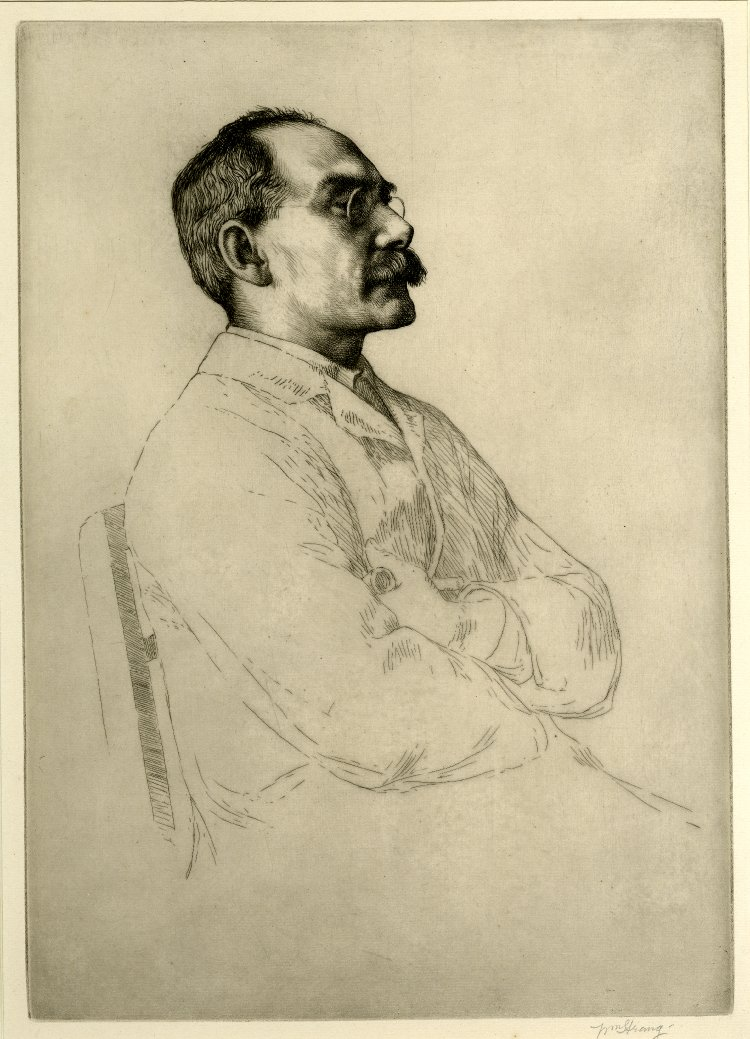
Porträt Rudyard Kipling, 1898,  British Museum, London
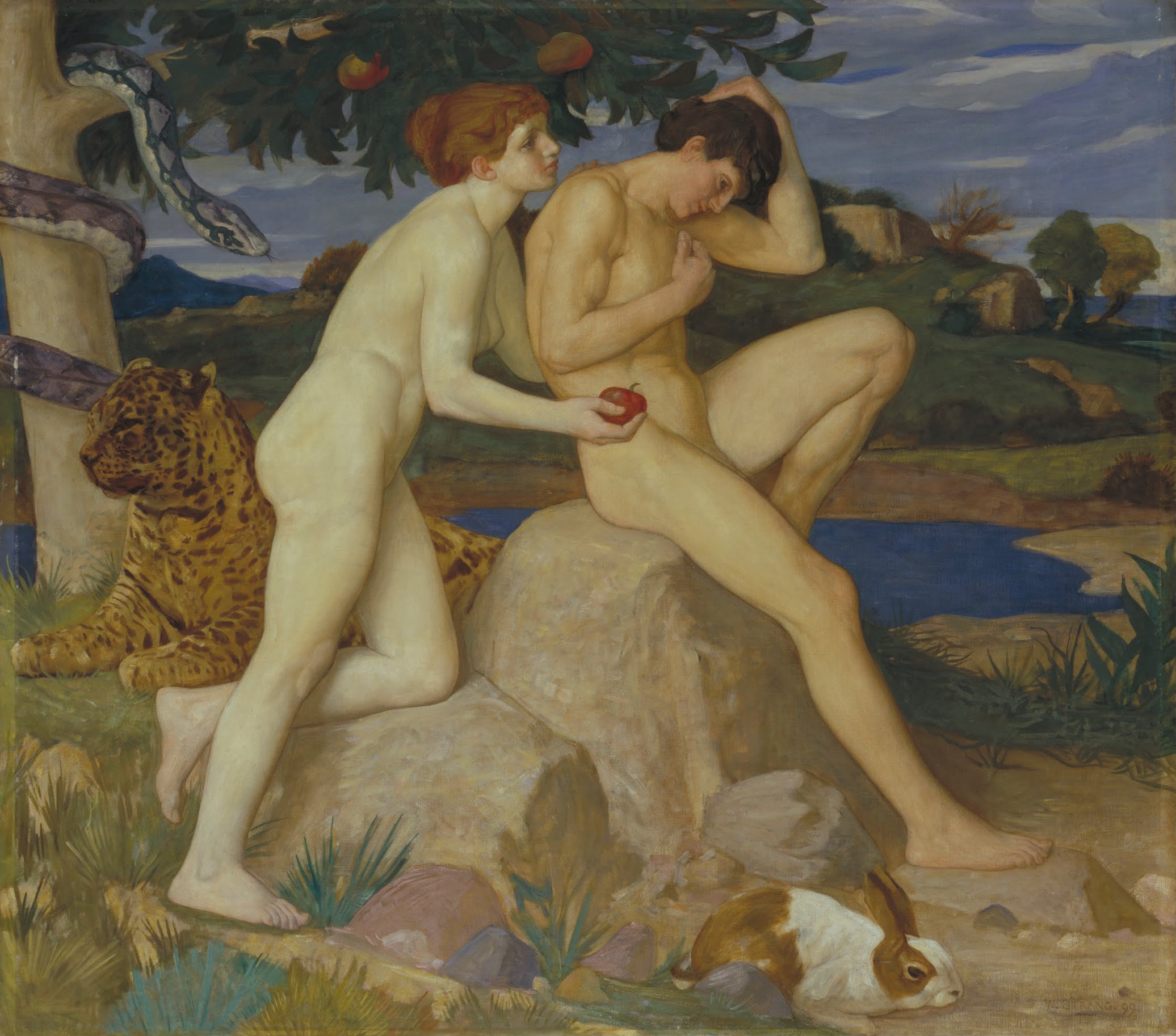
The Temptation, 1899, Tate Gallery, London
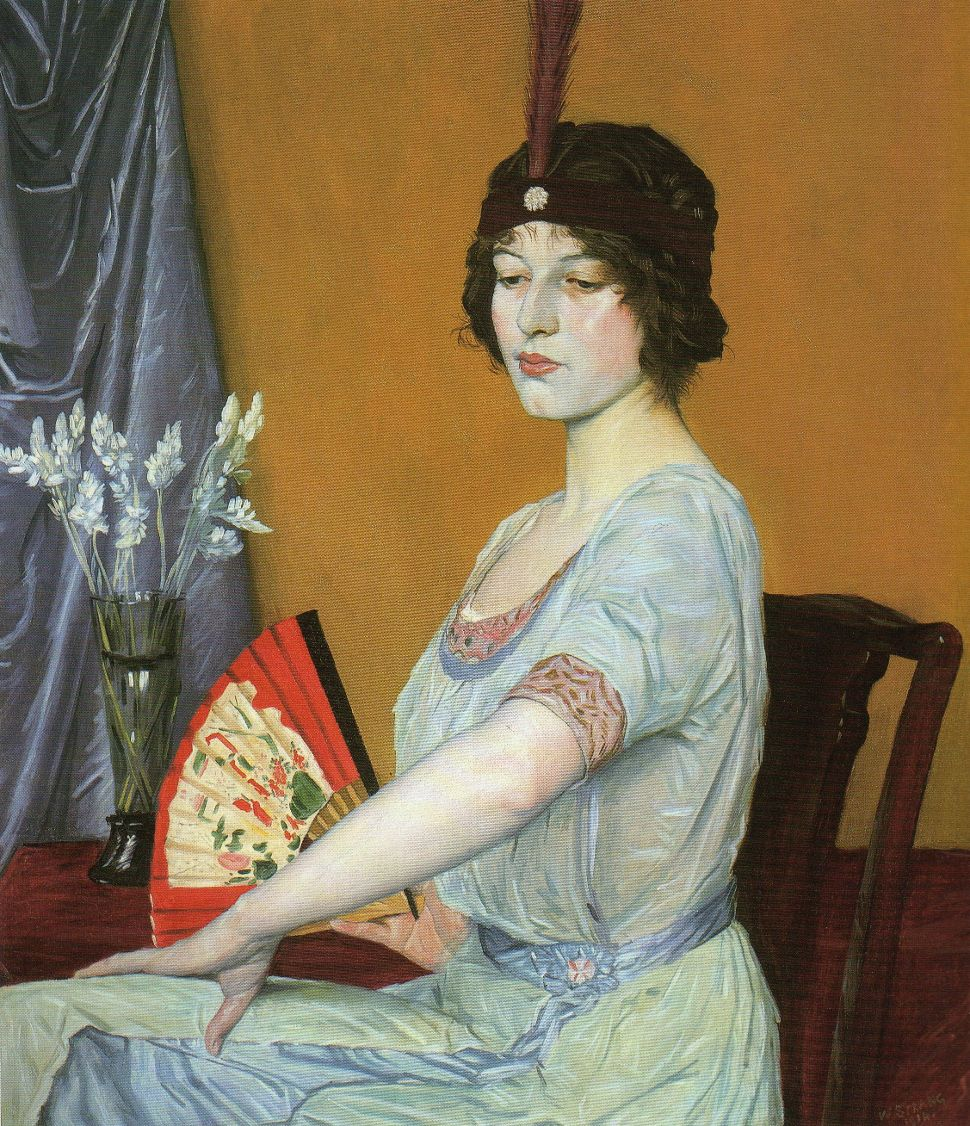
The Japanese Fan, um 1910
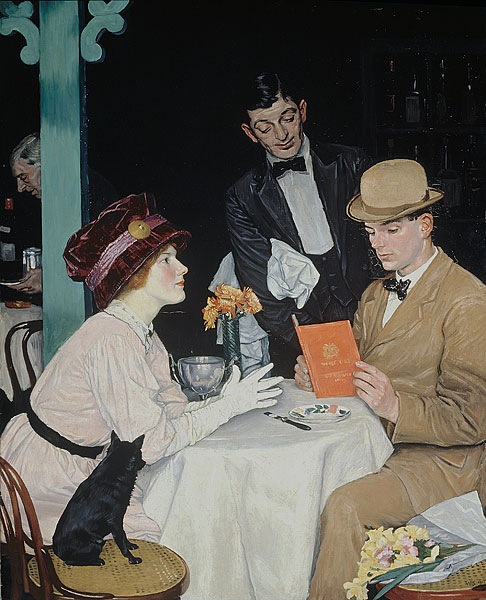
Bank Holiday, 1912, Tate Gallery, London

## Illustrationen
- Gotthold Ephraim Lessing: Nathan The Wise, mit Radierungen von William Strang. J. Maclehose, Glasgow 1894
- The Surprising Adventures of Baron Munchausen, illustriert von William Strang und J. B. Clark. Charles Scribner’s Sons, New York 1895
- Sinbad the Sailor and Ali Baba and the Forty Thieves, illustriert von William Strang und J. B. Clark. Lawrence & Bullen, London 1896 (online veröffentlicht von der University of Florida Digital Collections)
- Illustrationen für die Kunst- und Literaturzeitschriften The Yellow Book und The Dome